# Dammahad
 (juin 2018).
Dammahad (en persan : دم مهد) est un village de la province de Kohkiluyeh et Buyer Ahmad en Iran. Lors du recensement de 2006, sa population était de 432 habitants répartis dans 78 familles.